# 가미스와정
가미스와정(일본어: 上諏訪町)은 일본 나가노현 스와군에 설치되었던 정이다. 현재의 스와시에 해당한다.